# Cal Ponet (el Soleràs)
Cal Ponet és una casa del Soleràs (Garrigues) inclosa a l'Inventari del Patrimoni Arquitectònic de Catalunya.

## Descripció
Habitatge entre mitgeres de planta baixa, primer pis i golfes. Està feta de pedra vista, són grans carreus irregulars sense desbastar. L'entrada es fa per dues portes, la de l'esquerra és allindada, força austera i la principal és d'arc de mig punt amb grans dovelles ben escairades. Al primer pis hi ha tres obertures motllurades, la central és un balcó. Destaca l'arcada de les golfes. Es pensa que aquesta part superior podria haver estat aprofitada d'alguna altra casa de la vila però tan sols és una hipòtesi no comprovable. L'habitatge està cobert a dues aigües amb teula àrab.

## Història
A la llinda de la porta s'hi pot llegir la data de 1632. És una casa pairal amb elements típicament renaixentistes. Com a curiositat, la portada de la casa es troba reproduïda al poble espanyol de Barcelona.
Durant els anys noranta del segle xx, aquest carrer ha canviat de nom.